# Seconda guerra servile

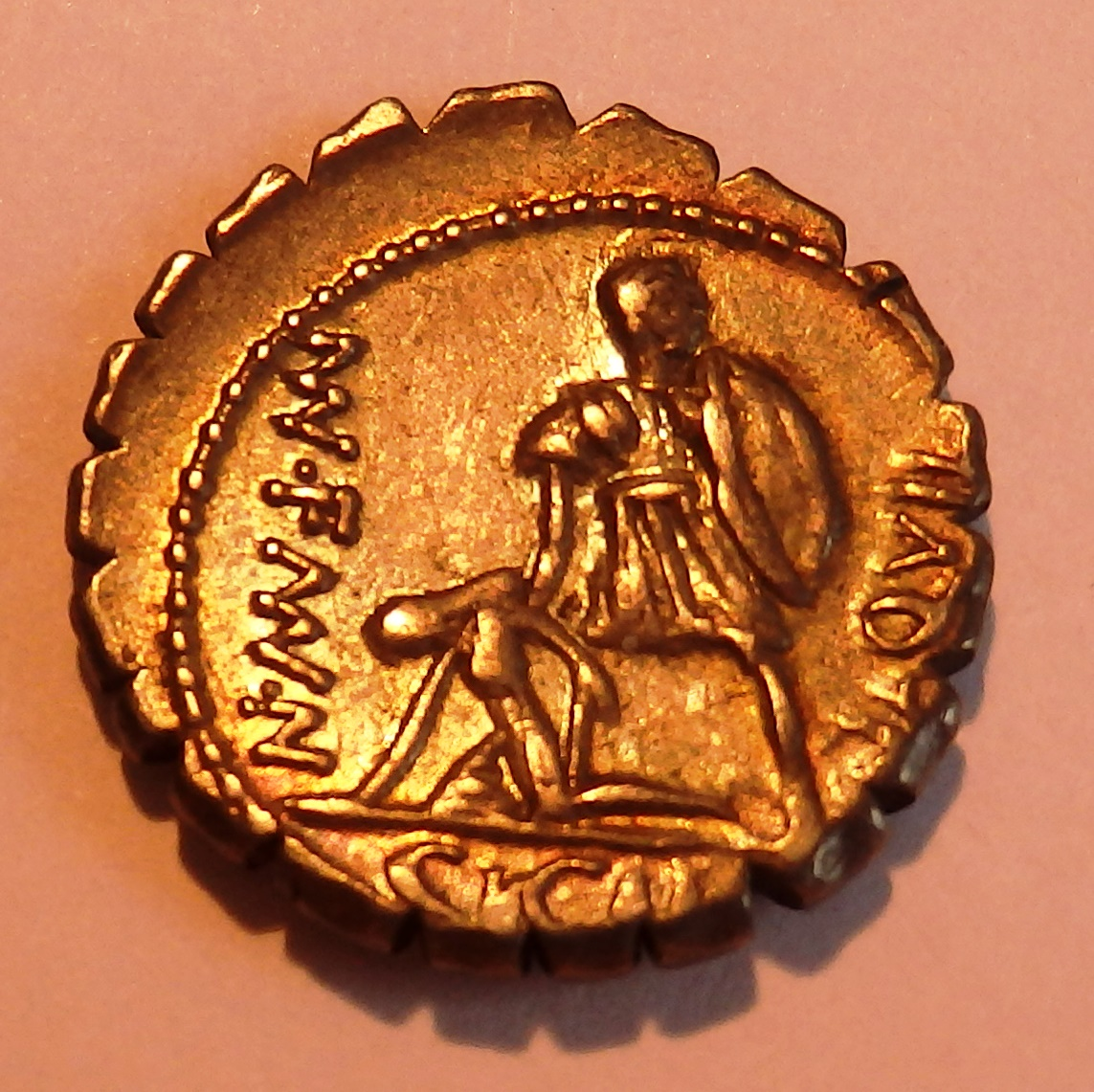
Moneta del 71 a.C. che raffigura Manio Aquillio intento ad aiutare una donna (personificazione della Sicilia)

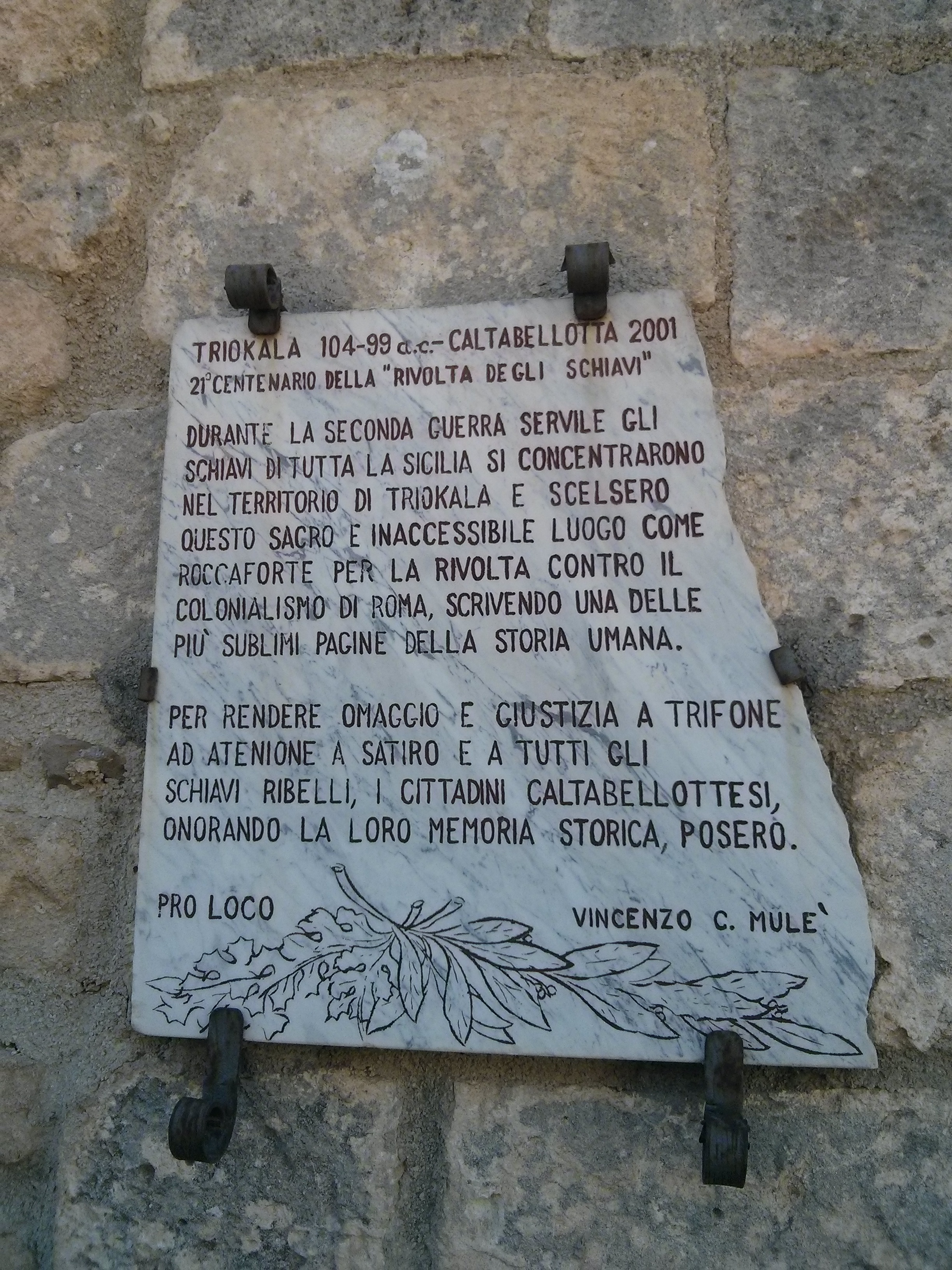
Targa commemorativa del 2001, per il 21º centenario della rivolta. La targa, posta dalla Pro Loco di Caltabellotta (tradizionalmente identificata con Triocala, una località coinvolta nella rivolta), esalta il valore anticoloniale della guerra servile in Sicilia

La seconda guerra servile fu una rivolta schiavile contro le autorità della Repubblica romana, scoppiata in Sicilia nel 104 a.C. e durata fino al 100 a.C. Condottieri tra gli schiavi furono Salvio e Atenione.
La ribellione seguì ad una prima guerra servile (136-132 a.C.), anche questa sviluppatasi in Sicilia, con a capo gli schiavi Euno e Cleone. Vi fu poi una terza guerra servile (detta anche rivolta di Spartaco), che si accese in Italia (73-71 a.C.).
Giulio Ossequente, storico romano del III o IV secolo, nel De prodigiis data la vittoria romana nel 100 a.C., mentre Livio  nelle Periochae la colloca nel 99 a.C.

## Contesto
A quel tempo, la Repubblica romana era impegnata nella difficile campagna numidica (la cosiddetta guerra giugurtina, durata dal 111 al 105 a.C.) contro Giugurta, re di Numidia, che aveva tenuto in scacco diversi eserciti romani. Il comando venne a un certo punto trasferito a Gaio Mario, il quale in breve tempo risolse la partita a favore di Roma (così Sallustio nel Bellum Iugurtinum).
Ancora in quel periodo, le migliori legioni romane erano impegnate in Gallia contro i Teutoni, sconfitti nella battaglia di Aquae Sextiae nel 102 a.C., e i Cimbri, annientati nella Battaglia dei Campi Raudii presso Vercelli nel 101 a.C. Questi due popoli, qualche anno prima, erano migrati dalla penisola dello Jutland, nella Germania settentrionale, verso le terre più calde e fertili del Mediterraneo. Il loro cammino fu annunciato da un massacro nei pressi di Arausio (la battaglia di Arausio), in Gallia, ove perirono, secondo quanto riporta Tito Livio nelle sue Storie, 80 000 tra cittadini romani e alleati. Quando la notizia arrivò a Roma, gettò nello scompiglio la città, riportando alla mente il terribile sacco di Roma del 390 a.C. ad opera dei Senoni di Brenno. Roma, per fronteggiare questa imminente e terribile minaccia, si risolse a scavalcare alcune regole sulla nomina consolare e ad affidare pieni poteri a Gaio Mario, trasferendo verso nord diverse legioni dal sud Italia. Per questo motivo, quando scoppiò la rivolta in Sicilia, Roma non fu in grado di organizzare una pronta repressione. Inoltre era convinzione comune che una guerra servile non portasse prestigio, bottini o premi che potevano derivare dallo sconfiggere eserciti sul campo. Ancora fresco era il trionfo preteso da Gaio Mario, quando sfoggiò immensi tesori prelevati dalla Numidia, con Giugurta trascinato in catene.

## Storia
Diodoro Siculo racconta delle difficoltà di reclutamento. Le prime avvisaglie della rivolta si ebbero nel 105 a.C. a Nuceria Alfaterna e Capua, quando piccoli nuclei di schiavi si ribellarono e fuggirono.
L'anno seguente il Senato autorizzò Gaio Mario a reclutare truppe ausiliare presso gli stati alleati, ma alcuni di questi risposero che non era possibile fornire alcun contingente, siccome i razziatori di schiavi, sempre molto attivi, avevano del tutto spopolato intere province dei loro territori, rapendo uomini liberi per venderli come schiavi, il che era prassi comune per lo schiavismo antico. Il Senato, contrariato da questi rapporti, decretò di fare un'inchiesta per accertare se e quanti cittadini liberi di stati alleati fossero stati razziati con la forza e venduti come schiavi, affinché fosse loro restituita la libertà.
Il propretore Publio Licinio Nerva, che governava la Sicilia, accettò di jus dicere (decidere), com'era tra i suoi poteri, in questi processi, dando udienza a tutti quelli che, dichiarandosi ingiustamente detenuti come schiavi, rivendicassero lo stato libero. In pochi giorni centinaia di schiavi furono liberati. Gli altri, esclusi dai provvedimenti di manomissione, si ribellarono, sperando in un provvedimento di clemenza generale.
Accadde perciò che numerosi e facoltosi latifondisti siciliani, proprietari d'intere folle di schiavi, protestarono presso il governatore provinciale per la sedizione che i suoi provvedimenti aveva seminato tra gli schiavi; essi riuscirono ad ottenere la cessazione di questi processi sullo stato degli schiavi che rivendicavano la libertà. A questo punto gli schiavi insorsero in massa e presso Alicia iniziarono a compiere scorrerie e saccheggi, fortificandosi in un luogo ben munito. Nerva, dopo un primo tentativo d'assalto fallito, riuscì con uno stratagemma a espugnare la piazzaforte degli schiavi. Egli, infatti, indusse un certo Gaio Titinio, soprannominato Gadeo, ex condannato a morte, fuggitivo e dedito al brigantaggio, ad accattivarsi la simpatia degli insorti e poi ad aprire le porte della rocca ai Romani. Parte degli schiavi fu trucidata, parte preferì gettarsi in un dirupo per scappare agli atroci supplizi che li attendevano come punizione.
Nerva ebbe appena il tempo di congedare le sue truppe che gli giunse voce dello scoppio un'altra ribellione di schiavi. Il propretore si gettò perciò all'inseguimento e poi all'attacco dei ribelli, pensando di sconfiggerli facilmente, ma questi, dopo aver raggiunto Heraclea Minoa, caposaldo degli schiavi fuggitivi, diedero battaglia al legato di Nerva, M. Titinio, che fu duramente sconfitto.
Il successo rafforzò le file dei ribelli, che raccolsero le armi dei soldati morti e molti altri schiavi fuggitivi, cui era giunta notizia della rivolta, raggiungendo il numero di 6000 unità. Nominarono loro capo un certo Salvio, che godeva di fama d'indovino; questi ordinò di compiere scorrerie e saccheggi in tutta la Sicilia. Gli schiavi giunsero a stringere d'assedio la città di Morgantina, soccorsa dalle truppe regolari romane, che riuscirono in un primo momento a cogliere un parziale successo, ma che poi furono prese di sorpresa da un contrattacco dei ribelli che riuscirono a sbaragliarle completamente, anche perché Salvio aveva dato ordine di risparmiare i legionari che avessero gettato le armi e si fossero dati alla fuga (per questo molti soldati romani e alleati mobilitati preferirono fuggire).
In conseguenza della condotta dissennata e improvvisata della guerra, le file degli insorti crebbero ancora per il clamore destato dalle gesta del vero e proprio esercito che si era andato costituendo attorno a Salvio. Posto di nuovo l'assedio a Morgantina, qui i padroni degli schiavi promisero loro che, se avessero combattuto contro gli insorti, sarebbero stati liberati. Essi effettivamente respinsero i ribelli, ma Nerva rinnegò la promessa dei padroni, rifiutandosi di jus dicere nei processi di Stato in favore degli schiavi cui era stata promessa la libertà.
Il comportamento di Nerva indusse a quel punto tutti gli schiavi a insorgere, poiché era chiaro ormai che la rivolta era l'unica speranza di libertà. Perciò le file dell'armata di Salvio s'ingrossarono a dismisura. Anche gli schiavi delle città di Segesta e Lilibeo si ribellarono, ponendosi al comando di un certo Atenione, che giunse a cingere d'assedio la stessa Lilibeo. Nel frattempo, erano giunte delle truppe numidiche via mare in rinforzo ai Romani, che colsero però solo un successo parziale contro gli schiavi fuggitivi.
Fu a quel punto che Salvio assunse, come già aveva fatto Atenione, il titolo regio e si diede il nome di Trifone.
Durante le operazioni di guerra, la Sicilia piombò nell'anarchia: le campagne erano completamente sotto il controllo delle bande di schiavi che compivano saccheggi, razzie, massacri e stupri, mentre le città erano in balia di sé stesse, visto che non c'era più nessuna autorità capace di far rispettare le leggi. Perciò ognuno prese a commettere i crimini più efferati con la certezza dell'impunità.
Le truppe dei ribelli giunsero al punto di fondersi e coordinarsi, raggiungendo il numero di 60 000 unità e i loro capi decisero di fortificare Triocala (in genere identificata con l'odierna Caltabellotta). A questo punto era chiaro a Roma che la situazione era sfuggita di mano a Nerva, per cui Lucio Licinio Lucullo fu investito del comando di un'armata con il compito di spazzare via i ribelli. A Scirtea i due eserciti si affrontarono in una battaglia campale, che fu vinta dai Romani, i quali uccisero circa 20 000 nemici. Lucullo, però, per indolenza o forse, come si disse, per corruzione, non sfruttò subito il vantaggio acquisito e anziché attaccare subito i ribelli, cinse d'assedio Triocala, ma senza fortuna (anzi, collezionando rovesci).
Nel 102 a.C. giunsero al Senato di Roma rapporti allarmanti circa l'indecisa e incapace condotta delle operazioni da parte di Lucullo, il quale, venuto a sapere che il pretore Gaio Servilio si accingeva con un nuovo esercito a invadere la Sicilia, ordinò ai soldati di distruggere tutti gli accampamenti, affinché anche il nuovo venuto fallisse, così da attenuare, agli occhi del Senato, le proprie colpe.
Servilio non fu migliore, perciò entrambi i comandanti romani furono processati davanti al Senato, che chiedeva conto della loro condotta nelle operazioni, e furono entrambi condannati all'esilio. Sotto il quinto consolato di Gaio Mario, il collega Manio Aquillio assunse il comando di un grande esercito consolare per stroncare definitivamente la rivolta. Nel corso di una battaglia in cui il console uccise personalmente Atenione in duello, le forze dei ribelli furono spazzate via. I superstiti subirono la caccia incessante di Aquilio, il quale continuò a decimarli, fino al punto che gli ultimi rimasti si arresero e furono mandati a Roma per combattere nel circo con le belve feroci. Ma qui essi sorpresero tutti e rifiutandosi di combattere con gli animali, preferirono uccidersi l'uno l'altro fino all'ultimo.

## Conseguenze
Dopo aver sconfitto le forze ribelli, Manio Aquillio ordinò che a nessuno schiavo fosse concesso di portare armi. Questa regola fu osservata da tutti i successivi governatori della provincia.